# Gabriella Ambrosio
Gabriella Ambrosio (noviembre de 1954) es una escritora, periodista, académica, y directora creativa de publicidad italiana. Sus ensayos Siamo Quel che Diciamo ("Somos lo que decimos") y Le Nuove Terre della Pubblicita ("Nuevas tierras de publicidad") son frecuentemente citados en varias universidades en Italia. Su primera novela, Prima di Lasciarsi ("Antes de decir adiós"), donde trata la historia de un atentado suicida en Jerusalén, ha sido traducido a varios idiomas, incluyendo el hebreo y el árabe.

## Educación y primeros años
Se graduó en filosofía de la Universidad de Nápoles, convirtiéndose en periodista y redactora publicitaria.

## Carrera
En 1992 fue la cofundadora de la agencia publicitaria AM, ahora conocida como YesIAm, que ha recibido premios internacionales para su producción creativa. También ha sido profesora de comunicaciones en Universidad de La Sapienza en Roma y es un miembro del Club de Directores de Arte italiano, la asociación de profesionales publicitarios de ese país.

## Primera novela
Prima di Lasciarsi, su primera novela, está basada en la historia real de un atentado suicida ocurrido en 2002 en Kiryat HaYove, Jerusalem, perpetrado por Ayat al-Akhras, una adolescente palestina de diecisiete años. El libro narra las últimas horas de vida de la atacante y sus víctimas, en particular la de un el guardia de seguridad cuya intervención salvó la vida del resto de las personas en la víspera del Pésaj. La historia comienza el día del ataque a las siete de la mañana y culmina con la explosión. A pesar del corto período de tiempo que abarca el relato, se ven reflejados los distintos puntos de vista de los personajes, intentando retratar la compleja realidad entre Israel y Palestina.
El libro fue publicado en Italia en 2004 por Nutrimenti Publishers y premiado en el Festival du Premier Romance de Chambéry, Francia. En 2008 su publicación en árabe y hebreo fue patrocinado por Amnistía Internacional y utilizado por organizaciones de derechos humanos y universidades israelíes que trabajan tanto en Israel y como en los Territorios Palestinos Ocupados como una herramienta educativa.
También fue publicado en el Reino Unido, Australia y Nueva Zelanda por Walker Books, en Francia como Deuze Heures Avant por Fischer Verlag, en Alemania como Der Himmel uber Jerusalem, así como en España, [13][14]Turquía,[15] Grecia, Corea del Sur y China.[16][17] A su vez, ha sido estudiada como un ejemplo de literatura de derechos humanos en universidades en Reino Unido y Canadá.

## Otras obras de ficción
Su cuento "Sticko" fue publicado en 2009 en el libro Libertad, una antología de treinta y seis cuentos escritos por algunos de los más renombrados escritores de ficción, cada uno inspirado en un artículo de la Declaración Universal de los Derechos Humanos y posteriormente publicados en Canadá, Estados Unidos, España, Italia, Turquía, y Polonia.
En 2015 fue nominado para el Pushcart Prize de los Estados Unidos por The Atlas Review.

## Obras publicadas

### No ficción
- "Siamo Quel che Diciamo" ISBN 88-8353-536-7
- "Le Nuove Terre della Pubblicita"  ISBN 88-8353-408-5

### Ficción
- Prima di Lasciarsi 2004. ISBN 88-88389-26-1
- לפני הפרידה, Pardes, 2008. ISBN 978-965-7171-79-0
- Prima di Lasciarsi, in Arabic, 2008
- Before We Say Goodbye, 2010. ISBN 978-1-4063-2504-1
- Douze heures avant, Gallimard (Francia), 2011. ISBN 978-2-07-063842-0
- Der Himmel uber Jerusalem, Fischer (Alemania), 2012. ISBN 978-3-596-85471-4
- Antes de despedirnos, Planeta, España, 2011. ISBN 978-84-279-0138-4
- Ayrılmadan Önce, Kemzi Kitabevi, Turquía, 2011. ISBN 978-975-14-1431-1
- Prima di Lasciarsi, Psichogios, Grecia, 2012. ISBN 978-960-496-634-9
- 안녕이라고 말하기 전에, Joongang Books, Corea, 2012. ISBN 9788927803515
- 哭泣的耶路撒冷 Jieli Publishing House, China. BSY310
- Freedom, 2009. ISBN 978-1-84596-494-8